# Metelkův mechanický betlém (Vysoké nad Jizerou)
„Metelkův pohyblivý betlém", zvaný též „chodicí betlém", je umístěn ve Vlastivědném museu pro Vysoké nad Jizerou a okolí, které se nalézá v podkrkonošském městě Vysokém nad Jizerou čp. 130. V současnosti snad betlém obsahuje 279 figur, z nichž je 182 pohyblivých.
Nejen v samotném museu, ale i v okolí zůstává pohyblivých betlémů zachováno několik.

## Historie
Autorem původní mechaniky betléma byl Jan Křtitel Metelka (přídomkem zván „Kovárnickej") (25. března 1854 ve Sklenařicích čp. 158 – 1924). Začal jej ve vsi Sklenařicích v čp. 157 (zbořeném roku 2018 a z gruntu nově vystavěném) stavět v roce 1878 a jako základ mu posloužily zbytky betléma, které tehdy objevil vyplavené po povodni u mlýna na Novém Světě v Harrachově a získal od majitele. Základní konstrukce betléma je dřevěná, mechanismy dřevěné a kovové, krajinné pozadí z korkové i jiné kůry, mechu či papíru, jednotlivé figurky pak převážně ze dřeva. Metelka svůj betlém rozšiřoval až do celkové délky kolem 7,5 metru (lomené přes roh místnosti), které dosáhl v roce 1900. Roku 1914 se však Jan Metelka stěhoval a svůj výtvor tehdy rozdělil na čtyři díly mezi své dcery a syna. Některé menší části betléma později zanikly již v rodinách Metelkových potomků. 
Až od roku 1954 se jednotlivé části betléma postupně dostávaly do vysockého musea, které krátce předtím získalo pro své potřeby budovu bývalého okresního soudu. Zásluhou tehdejší správkyně musea Františky Jandové byl roku 1958 betlém z dochovaných dílů rekonstruován na délku cca 4,5 metru a z prostorových důvodů sestaven nikoliv do rohu, ale rovně (část betléma přitom dosud zůstává v depositáři musea). Dobrovolným spolupracovníkům musea, válečnému letci Miloslavu Štěpánkovi a jeho pomocníku Vladimíru Hladíkovi se před Vánoci 1958 podařilo zprovoznit mechanické části betléma, a to s elektrickým pohonem namísto původního čistě mechanického pohonu. 
Betlém byl později umístěn v prvním poschodí na plošině schodištěm vysockého čp. 130, kde mu sice po mnoho let náleželo dobře ze schodiště viditelné místo, ale trpěl zde změnami teplot, vlhkostí, prachem i lidskou nenechavostí. V roce 2005 byl přesunut do representativní místnosti bývalé soudní síně, v roce 2008 prodělal důkladnou opravu třebechovickým restaurátorem Kamilem Andresem a dočkal se nového umístění v přízemí musea v místnosti pro krátkodobé výstavy. 

## Zajímavosti
Některá řemesla na betlému jsou označena vývěsními štíty se jmény skutečných vysockých řemeslníků z konce devatenáctého století: pekaři Vojtěch Josífek a František Makovec, řezník Josef Nečásek, kovář Jáchym Petříček, švec Jáchym Ďoubalík a především truhlář Václav Janda mladší, který podle tradované legendy už v roce 1872 vyrobil vůbec první lyže (tehdy zvané „skije“) v Čechách. Nachází se zde i řada dalších, ovšem už bezejmenných postav – provazník, myslivec, muž se slepicí a s rancem, ženská s putnou či „nóbl panička“. Někdejší odborný pracovník musea Michal Jakl v tom viděl žert na sousedy od sklenařického tvůrce: „Být v Betlémě Betlemákem, to je trochu pochybná čest. Být tam Darákem, darovníkem, který nese dary, to je pěkná záležitost, když oni ti Betlémští Svatou rodinu ani neubytovali a chudák Panenka Maria pak porodila ve chlívě.“ Mgr. Michal Jakl však později zjistil, že se mýlil a vývěsní štíty byly doplněny až po umístění v museu jako dobová úlitba, nejspíše roku 1959 Františkou Jandovou.